# Impaktyt

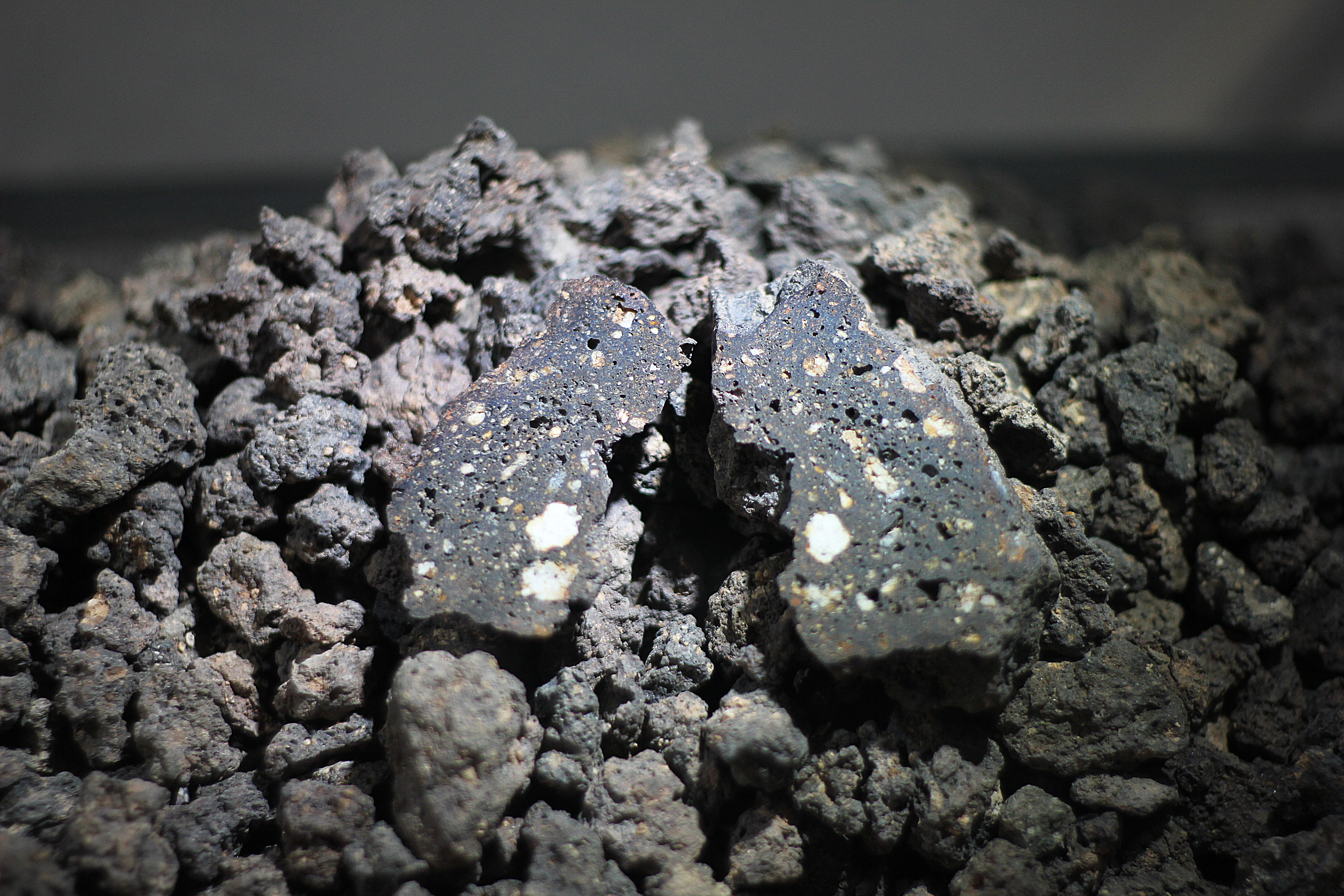
Impaktyty z krateru uderzeniowego Monturaqui. Muzeum Meteorytu, San Pedro de Atacama, Chile.

Impaktyt (od ang. impact 'uderzenie, wstrząs' z łac. impactus) – nieformalna nazwa określająca typ skały, która powstała lub została poważnie zmieniona pod wpływem uderzenia meteorytu. Nazwa ta opisuje zarówno skały, które zostały zmienione bezpośrednio od uderzenia meteorytu, pod wpływem temperatury czy siły uderzenia, jak i skały osadowe zawierające domieszki materiałów pochodzenia pozaziemskiego.

## Występowanie impaktytów
- Krater Nördlinger Ries (Planetary and Space Science Centre)
- Krater Rochechouart